# Ti rincontrerò (album Marco Carta)
Ti rincontrerò è l'album di debutto come solista del cantante italiano Marco Carta, pubblicato il 13 giugno 2008 dalla casa discografica Warner Music Italy/Atlantic Records.

## Descrizione
L'album, anticipato dall'omonimo singolo, è stato prodotto da Mario Lavezzi ed arrangiato da Peppe Vessicchio, Pino Perris, Bob Benozzo, Simone Chivilò e Luca Jurman. Nel lavoro discografico sono contenute 10 tracce, alcune presentate nel serale del talent show Amici di Maria De Filippi stagione 2007/2008. La prima traccia, Per sempre, è presente nella compilation legata alla trasmissione, Ti brucia.
Le tracce Ti rincontrerò, Anima di nuvola e Un grande libro nuovo sono i singoli estratti e gli inediti dell'album, mentre le canzoni successive sono cover. In particolare Vita, scritta da Mario Lavezzi e Mogol e portata al successo da Gianni Morandi e Lucio Dalla, è presente in quest'album in duetto con l'amico e maestro Luca Jurman, conosciuto durante la sua esperienza nel talent show di Maria De Filippi.

## Tournée
Organizzato da NewSpet, il tour è partito da Nuoro il 4 luglio 2008 per terminare il 31 dicembre dello stesso anno.

## Tracce
1. Per sempre – 4:20 (Saverio Grandi)
2. Anima di nuvola – 3:41 (Luigi Baudino)
3. Un grande libro nuovo – 4:09 (testo: Andrea Maffei, Roberto Pacco – musica: Roberto Pacco)
4. Ti rincontrerò – 3:46 (testo: Fabio Roveroni, Stefania Rubini – musica: Fabio Roveroni)
5. A chi (Hurt) – 3:09 (testo: Giuseppe Gramitto Ricci, Mogol – musica: Jimmie Crane e Al Jacobs)
6. E tu – 4:47 (testo: Claudio Baglioni – musica: Claudio Baglioni, Antonio Coggio)
7. Ti pretendo – 3:52 (testo: Gianna Albini – musica: Giancarlo Bigazzi, Raf)
8. Cielo nel cielo – 4:16 (George David Weiss, Robert Thiele, Edgar Yipsel Harburg e Harold Arlen) – (versione italiana di Somewhere Over the Rainbow)
9. La donna cannone – 5:07 (Francesco De Gregori)
10. Vita (feat. Luca Jurman) – 3:47 (testo: Mogol – musica: Mario Lavezzi)

Traccia bonus (iTunes)
1. Mi ritorni in mente – 3:50 (testo: Mogol – musica: Lucio Battisti)

## Formazione
- Marco Carta – voce
- Bob Benozzo – tastiere, programmazione
- Danilo Ballo – tastiere, programmazione
- Fabio Roveroni – tastiere, chitarra
- Pino Perris – tastiere, pianoforte
- Peppe Vessicchio – Fender Rhodes, organo Hammond, direzione archi
- Raffaele Scoccia – organo Hammond, programmazione
- Marco Rinalduzzi – programmazione, chitarra
- Simone Chivilò – chitarra, programmazione
- Davide Aru – chitarra
- Giorgio Secco – chitarra
- Moreno Viglione – chitarra acustica
- Edu Hebling – basso
- Mario Guarini – basso
- Elio Rivagli – batteria
- Luca Trolli – batteria
- Lele Melotti – batteria
- Dimi Orchestra – archi
- Cinzia Astolfi – cori
- Fabrizio Palma – cori
- Rossella Ruini – cori

## Successo commerciale
L'album, a dieci giorni dalla pubblicazione, raggiunge la 3ª posizione della Classifica FIMI Album, posizione massima raggiunta da questo lavoro discografico, venendo certificato disco d'oro per le oltre 35 000 copie vendute. L'album verrà successivamente certificato disco di platino per le oltre 70 000 copie vendute, per poi venderne oltre 100.000.

## Classifiche
| Classifica (2008) | Posizione massima |
| ----------------- | ----------------- |
| Italia            | 3                 |

### Classifiche di fine anno
| Classifica (2008) | Posizione |
| ----------------- | --------- |
| Italia            | 39        |